# ミマン
ミマン（チベット文字：མིག་མངས; ワイリー方式：mig mangs、漢字表記：密芒）、または藏棋（ツァンチー）は、チベットやその周辺で20世紀頃まで行われていた囲碁の一つ。チベット碁とも呼ぶ。基本的なルールは日本や中国と同じだが、碁盤は17路盤を用い、対局開始時に黒白6子ずつの石を碁盤の決まった位置においてから始める。

## 碁盤
碁盤は17路で、天元及び辺に12個の、計13個の星がある。星には二重丸と花弁型が交互に描かれており、天元には大きい花弁型が描かれている。材質は布製が多いが、花崗岩製の出土品もある（#歴史的意義参照）。
ミマンの碁盤イメージ

## 対局方法
ルールは、事前置石制の一種で、開始時にあらかじめ図1のように黒白6子ずつを置いて対局を始め、白が先番となる。
ルールは中国ルールだが、相手が取った石の跡にすぐに打つことはできず、別の場所に打った後でなら打つことができる。このため、ナカデによって相手の石を殺すなどの方法が異なってくる。例えば図2では、白1の直後に黒が△に打てないため、黒が別の手を打った直後に白が△に打てば白生きとなる。黒は別のところに石を打って得を図り、それに白が受ければ、黒が改めて△と打って白死にとすることができる（コウダテに類似）。
対局は1局目はコミ無しで打たれ、勝った方が2局目では勝った分だけコミを出す。また片側が平らな碁石を使った場合、平らな側を下にして石を置いた時が着手決定となり、逆においた場合は考慮中を示し、別の場所に打つことができる。

## 歴史的意義
1999年にチベットのメルド・グンカル県加瑪鄉村にあるチャンバミーチュウリン（強巴米久林）宮殿遺跡から、花崗岩でできた17路の碁盤が発掘された。これの年代は定まっていないが、1300年前の吐蕃時代のものか、3000年前のものという説もある。
中国における初期の囲碁は17路盤であったと記録や出土品から推定されており、チベット碁は古い囲碁の形が残されたものと考えられる。

## 現代における対局
1959年にシッキム王国のソンダップ・ナムギャル皇太子が訪日した際に、日本棋院中央会館を訪れ、伊予本桃市六段（当時）と、持参した17路の布製碁盤でチベットルールによる対局を行った。この時皇太子は、親戚であるチベットのダライ・ラマから囲碁を教えられたとも語っている。
雲南省デチェン・チベット族自治州では、ミマンの歴史研究が始まり、2005年に「第1回シャングリラ高山植物園チベット盤上ゲーム体育文化祭」が行われ、江鋳久九段、芮廼偉九段夫妻、中国の岳亮四段、韓国の権考珍四段夫妻によるミマン対局が行われた（江-岳戦、権-芮戦）。